# Walhalla (stripfiguur)
Walhalla is een personage uit Asterix & Obelix-albums. Zij is de mooiste vrouw uit de strip. In het Frans heet ze Falbala. Ze komt oorspronkelijk uit het dorp en is later in Condatum gaan studeren. Obelix – en later ook Asterix – heeft een oogje op haar, hoewel ze tijdens een verhaal trouwt met Tragicomix. Met hem woont ze in Condatum. Obelix heeft het daar nogal moeilijk mee. Zodra hij Walhalla tegenkomt, is hij van slag.

## Kenmerken
- Ze is blond, slank, vriendelijk, goedlachs en staat haar mannetje wanneer de komst van Romeinse soldaten dreigt. Ze weet Obelix diverse keren te laten blozen en in haar haar draagt ze soms een zwarte viool en andere keren een rode fuchsia.
- Ze komt voor het eerst voor in het 10e album Asterix als legioensoldaat (1964), waar de twee hoofdpersonen op zoek gaan naar de verloofde van Walhalla door zich bij het Romeinse legioen aan te sluiten.
- Haar vader die in het dorp woont heet Plantaquatix.
- Nadat ze met Tragicomix getrouwd is, verhuist ze met hem naar Condatum.
- Ze verschijnt ook in de albums De beproeving van Obelix (1996), Asterix en Latraviata (2001) en Het pretpakket (2003).
- In de live-actionfilm Asterix & Obelix tegen Caesar (1999) wordt ze gespeeld door het Franse model Laetitia Casta.
- In de live-action film Asterix & Obelix in het Middenrijk ( 2023) wordt ze gespeeld door de Belgische zangeres Angèle Van Laeken